# Poisy
Poisy ist eine französische Gemeinde im Département Haute-Savoie in der Region Auvergne-Rhône-Alpes.

## Geographie
Poisy liegt auf 513 m, etwa fünf Kilometer westnordwestlich der Stadt Annecy (Luftlinie). Das Dorf erstreckt sich an aussichtsreicher Lage auf einem ehemals moorigen Plateau, am westlichen Rand des Beckens von Annecy, am Fuß der Montagne d’Age, nördlich des Tals des Fier, im Genevois.
Die Fläche des 11,33 km² großen Gemeindegebiets umfasst einen Abschnitt des Genevois. Die südliche Grenze verläuft entlang dem Fier, der hier in einem Erosionstal schluchtartig rund 100 m in die umgebenden Plateaus eingeschnitten ist. Unterhalb von Poisy öffnet sich die Schlucht zu einem rund 1 km breiten Talkessel. Vom Flusslauf erstreckt sich das Gemeindeareal nordwärts auf das Plateau von Poisy, von dem früher weite Teile vermoort waren. Heute gibt es nur noch wenige Moorflächen. Dieses Plateau fällt gegen Norden und Osten zum rund 50 m tiefer gelegenen Becken von Annecy ab und wird vom Bachlauf des Nant de Gillon begrenzt. Die westliche Abgrenzung des Gemeindegebietes bildet der bewaldete Höhenrücken der Montagne d’Age, auf der mit 672 m die höchste Erhebung von Poisy erreicht wird.
Zu Poisy gehören neben dem eigentlichen Ortskern auch verschiedene ehemalige Weilersiedlungen, die um zahlreiche Neubauten erweitert wurden, nämlich: 
- Ronzy (500 m) am nördlichen Talhang des Fier
- Moiry (520 m) am Rand des Plateaus von Poisy
- Marny (550 m) am Ostabhang der Montagne d’Age
- Monod (515 m) am Rand des Plateaus von Poisy über dem Tal des Fier
- Brassilly (480 m) auf einer Höhe, die auf drei Seiten vom Fier umflossen wird
- Vernod (500 m) am östlichen Rand des Plateaus von Poisy
- Macully (525 m) auf dem Plateau von Poisy am Ostfuß der Montagne d’Age

Nachbargemeinden von Poisy sind Sillingy und Epagny Metz-Tessy im Norden, Meythet und Cran-Gevrier im Osten, Chavanod im Süden sowie Lovagny und Nonglard im Westen.

## Geschichte
Das Gemeindegebiet von Poisy war schon sehr früh besiedelt. Sowohl in Brassilly als auch in Marny befand sich während der Römerzeit ein Landgut. Ein reicher Schatz mit Schmuckstücken und Werkzeugen aus dem 3. Jahrhundert wurde entdeckt.
Im 12. Jahrhundert wurde in Poisy ein Priorat gegründet, das im Jahr 1404 auf päpstliche Anweisung der Abtei Entremont-en-Bornes unterstellt wurde.

## Sehenswürdigkeiten
Die Dorfkirche von Poisy wurde im 19. Jahrhundert im Stil der Neugotik neu erbaut, wobei der romanische Turm der Prioratskirche übernommen und zwei mittelalterliche Glasfenster installiert wurden. Im Weiler Macully steht ein Schloss.

## Bevölkerung
| Jahr                       | 1962 | 1968 | 1975 | 1982 | 1990 | 1999 | 2021 |
| Einwohner                  | 1155 | 1717 | 2407 | 2902 | 4316 | 5487 | 8773 |
| Quellen: Cassini und INSEE |      |      |      |      |      |      |      |

Mit 9032 Einwohnern (Stand 1. Januar 2022) gehört Poisy zu den größeren Gemeinden des Département Haute-Savoie. Seit Beginn der 1960er Jahre wurde dank der schönen Wohnlage und der Nähe zu Annecy eine markante Bevölkerungszunahme verzeichnet. In den letzten vier Jahrzehnten hat sich die Bevölkerungszahl versechsfacht. Außerhalb des alten Ortskerns wurden ausgedehnte Ein- und Mehrfamilienhausquartiere errichtet, so dass Poisy mit seinen Weilern heute weitgehend zusammengewachsen ist. Die Gemeinde gehört zur Agglomeration von Annecy.

## Wirtschaft und Infrastruktur
Poisy war bis weit ins 20. Jahrhundert hinein ein vorwiegend durch die Landwirtschaft geprägtes Dorf. Mittlerweile hat es sich zu einer Wohngemeinde entwickelt. Am Rand der Ortschaft und in der Nähe der Hauptstraße entstanden in den letzten Jahrzehnten ausgedehnte Gewerbezonen, in denen sich Dienstleistungsbetriebe, Einkaufsgeschäfte und Handelsfirmen niederließen. Viele Erwerbstätige sind auch Wegpendler, die im Raum Annecy ihrer Arbeit nachgehen. In Poisy befindet sich das Centre AFPA (Association Nationale pour la Formation Professionelle des Adultes), ein Berufsbildungszentrum für Erwachsene.
Die Ortschaft liegt abseits der größeren Durchgangsstraßen, ist aber von der Hauptstraße N508, die von Annecy nach Bellegarde-sur-Valserine führt, leicht erreichbar. Weitere Straßenverbindungen bestehen mit Vallières, Chavanod und La Balme-de-Sillingy. Der nächste Anschluss an die Autobahn A41 befindet sich in einer Entfernung von rund 5 km.

## Persönlichkeiten
- Anne Nivat (* 1969), Journalistin und Buchautorin